# نمپنت ثرابول
نمپنت ثرابول (به انگلیسی: Nempnett Thrubwell) یک روستا و محله مدنی در بریتانیا است که در باث و سامرست شمال‌شرقی واقع شده‌است. نمپنت ثرابول ۱۷۷ نفر جمعیت دارد.